# Eastham, Massachusetts
Eastham är en kommun (town) i Barnstable County i delstaten Massachusetts, USA. Vid folkräkningen år 2000 bodde 5 453 personer på orten. Den har enligt United States Census Bureau en area på totalt 70,6 km² varav 34,3 km² är vatten.